# Temsia
Temsia (àrab: التمسية, at-Tamsiyya; amazic estàndard marroquí: ⵜⵎⵙⵙⵢⴰ, Tmssya) és una comuna rural de la prefectura d'Inezgane-Aït Melloul, a la regió de Souss-Massa, al Marroc. Segons el cens de 2014 tenia una població total de 40.780 persones. Es troba a 20 km al sud-oest d'Agadir i a la part meridional hi ha l'Aeroport d'Agadir-Al Massira.